# 1116

## Починали
- 3 февруари – Калман, крал на Унгария